# Ted Lo
Ted Lo (* um 1950 in Hongkong) ist ein Hongkong-chinesischer Jazz- und Fusion-Musiker (Piano, Keyboard, Arrangement), der auch in den Vereinigten Staaten arbeitete.
Lo studierte am Berklee College of Music in Boston (Abschluss 1976) und lebte dann in Los Angeles, wo er ab den 1970er-Jahren Mitglied der Bands von Raul de Souza und Airto Moreira war. Aufnahmen entstanden ab 1980 außerdem mit Musikern wie Ron Carter (Parfait), Michael Franks (Objects of Desire), Eric Gale (Island Breeze), Dave Valentin (Mind Time), Harvie Swartz (Full Moon Dancer) und Ana Caram (Amazonia). 1985 legte er unter eigenem Namen das Smooth-Jazz-Album Reflections of Love  vor. In den 1990er-Jahren bildete er mit Rufus Reid und Akira Tana dem Asian American Jazz Trio (Moon over the World); ferner begleitete er Tania Maria. Nach seiner Rückkehr nach Hongkong arbeitete Lo u. a. mit Alexia Gardnerer; weiterhin betätigte er sich als Arrangeur für Künstler wie Sammi Cheng, Gin Lee, Kary Ng und Sally Yeh. Im Bereich des Jazz war er laut Tom Lord zwischen 1974 und 2010 an 22 Aufnahmesessions beteiligt, zuletzt mit Stix Hooper (Many Hats).

## Diskographische Hinweise
- Steve Hunter / Tamaya Honda / Kristian Jorgensen / Ted Lo: Hong Kong Meeting (2001)